# Municipio de Summit (condado de Potter)
El municipio de Summit (en inglés: Summit Township) es un municipio ubicado en el condado de Potter en el estado estadounidense de Pensilvania. En el año 2000 tenía una población de 112 habitantes y una densidad poblacional de 0.9 personas por km².

## Geografía
El municipio de Summit se encuentra ubicado en las coordenadas 41°37′29″N 77°54′59″O / 41.62472, -77.91639.

## Demografía
Según la Oficina del Censo en 2000 los ingresos medios por hogar en la localidad eran de $43,750 y los ingresos medios por familia eran $57,750. Los hombres tenían unos ingresos medios de $54,167 frente a los $14,688 para las mujeres. La renta per cápita para la localidad era de $18,628. Alrededor del 20,9% de la población estaban por debajo del umbral de pobreza.